# Монтереале
Монтереале (італ. Montereale) — муніципалітет в Італії, у регіоні Абруццо,  провінція Л'Аквіла.
Монтереале розташоване на відстані близько 95 км на північний схід від Рима, 22 км на північний захід від Л'Акуїли.
Населення — 2633 особи (2014).
Щорічний фестиваль відбувається 13 вересня. Покровитель — Андрій Первозваний.

## Демографія
Населення за роками:

Станом на 1 січня 2023 року в муніципалітеті офіційно проживало 195 іноземців з 17 країн, серед них 150 громадян країн Євросоюзу та 2 громадяни України.

## Сусідні муніципалітети
- Аматриче
- Барете
- Борбона
- Каньяно-Амітерно
- Кампотосто
- Капітіньяно
- Читтареале
- Піццолі
- Поста